# Arthur Garton

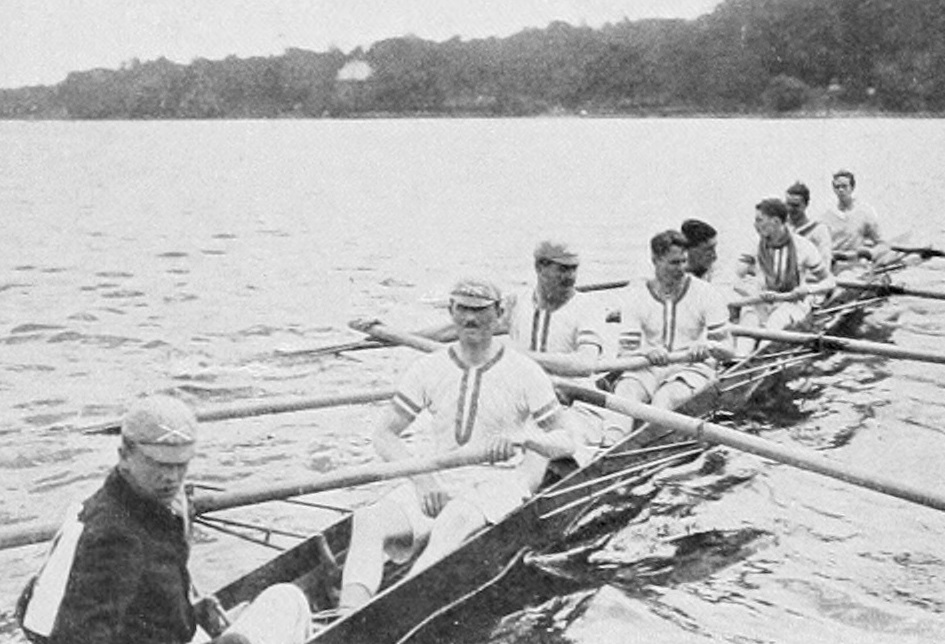
Olympische Spiele 1912: Der Achter des Leander Club

Arthur Stanley Garton (* 31. März 1889 in Worcester Park, Surrey; † 20. Oktober 1948 in Woking, Surrey) war ein britischer Ruderer und Olympiasieger im Achter.
Arthur Stanley Garton gehörte dem Leander Club an. Seine Ausbildung erhielt er in Eton und dann auf dem Magdalen College in Oxford. Von 1909 bis 1911 gewann er als Mitglied der Crew von Oxford dreimal das Boat Race gegen den Achter aus Cambridge. Bei der Henley Royal Regatta gewann er 1910 und 1911 mit dem Boot des Magdalen College und 1913 mit dem Boot des Leander Club den Achter-Wettbewerb. Bei der in Djurgårdsbrunnsviken ausgetragenen Olympischen Regatta 1912 siegte Garton mit dem Achter des Leander Club im Finale gegen das Boot des New College aus Oxford, nachdem der Leander-Achter in den Runden zuvor die Kanadier, die Australier und das Boot vom Berliner Ruderverein geschlagen hatte.
Garton war Coach des Oxford-Achters in den Jahren von 1925 bis 1930. Seine Tochter heiratete Richard Burnell, der 1948 Olympiasieger im Doppelzweier wurde.